# 憲法無効論
憲法無効論（けんぽうむこうろん）とは、草案作成から議会審議まで一貫してGHQの統制がおよんだ日本国憲法の成立過程には重大な瑕疵があり無効である、あるいはサンフランシスコ講和条約締結後に失効しているとする論の総称。後者は憲法失効論とも呼ばれる。

## 概要

### 日本国憲法の成立過程
GHQの指示を受けて日本政府は1945年11月から大日本帝国憲法の改正案を作成し、1946年2月にGHQに提出して拒否され、その後、GHQの示した案をもとに新たな改正案を作成した。この3月6日案を帝国議会に提出し、6月から10月にかけて審議された。しかし、議会審議では、日本側による修正には全てGHQの承認が必要だった。さらに、議会審議中にもGHQによる修正命令が続けられ、逆らうことができなかった。
このような中で主に衆議院憲法改正特別委員会小委員会の審議を通じて若干の修正が行われた。例えば、原案の前文には「ここに国民の総意が至高なものであることを宣言し」とあったが、国民主権を明記せよというGHQの指示があり「ここに主権が国民に存することを宣言し」と修正された。この小委員会の審議は秘密会として開かれ、議事録も1995年まで秘密された。
また、第９条第２項の冒頭に「前項の目的を達するため」を加えるいわゆる芦田修正案が提示されると、自衛戦力が肯定されたと解釈した極東委員会は貴族院帝国憲法改正案特別委員小委員会での審議のさいにGHQを通じて文民条項の追加を指示し、その通りに修正することで芦田修正案が承認された。この小委員会の審議では議員以外の傍聴は認められず、議事録は1996年まで秘密にされた。
このような審議を経て、大日本帝国憲法の改正が成立し、『日本国憲法』として公布・施行された。

### 無効論と失効論

#### 無効論
独立国の憲法はその国の議会や政府、国民の自由意思によって作られる。したがって、外国に占領されているような時期にはつくるべきものでない。それゆえ、戦時国際法は占領軍は被占領地の現行法規を尊重すべきとしている。同じ考えから占領軍がその国の法規を変えることは国際慣習法で慎むべき事とされている。しかし、日本政府は日本国憲法を現在も有効なものとして扱っている。
京都大学の憲法学者の佐々木惣一は1946年の憲法起草の時点で手続きに瑕疵があるとして異議を唱えていた。その弟子の憲法学者の大石義雄も「政治が民主政治であるためには、まず憲法そのものがその国の自由な意思にもとづいて制定されなかればならない」として憲法改正の必要性を唱えた。
同じ考えからフランスは、1958年制定のフランス憲法第89条第5項で「領土が侵されている場合、改正手続に着手し、またはこれを追求することができない」と規定している。日本国憲法と同じく占領下にあったドイツでは憲法ではなく基本法として作られた。このボン基本法は第146条で「ドイツ国民が自由な決定によって決議する憲法が施行される日に、その効力を失う。」と規定した。
それゆえ、議会審議まで統制された日本国憲法は成立過程に重大な瑕疵があり、無効だとする。そして、ほとんどの無効論は新たな憲法は大日本帝国憲法を改正して作るべきだとする。ただし、一部に自主憲法という形で全く新しい憲法を作るべきとするものもある（創憲）。また、大日本帝国憲法の改正限界を超えているとするものもある。なお、法的安定性の問題については有効推定説と講和条約説などがある。

#### 失効論
このような成立過程は1946年に公布され翌1947年に施行された日本国憲法が占領管理のための一時的な基本法であることを示しており、サンフランシスコ講和条約発効後に失効しているとする。

### 反論と日本以外での無効例
まず、無効論への反論としては、日本国憲法の下に成立した法令や判決の効力がどうなるのかという法的安定性の問題がある、大日本帝国憲法に改正限界はないとするものがある。法的安定性については有効推定説と講和条約説がある。また、大日本帝国憲法の復活を懸念する向きもあるが、無効論は日本国憲法に近い一時的な国家管理基本法を暫定的に制定する措置を取ったり、大日本帝国憲法のうち、徴兵制度などの時代にそぐわない部分を直ちに修正したりすることで十分対応できるとしている。
また、ハーグ陸戦条約などの戦時国際法だけでなく、国際慣習法でも占領下の憲法改正は禁止されているが、日本政府はハーグ陸戦条約は交戦中（戦争状態）の規定であり、日本の場合は交戦後の占領だから関係無いと主張している。しかし、1952年4月28日に発効したサンフランシスコ講和条約は日本と連合国との戦争状態を終わらせるために締結されたもので、第1条で「日本国と各連合国との戦争状態は...終了する」と規定されている。
第二次世界大戦の占領を経て憲法を無効化した例は、日本以外にも例がある。オーストリア第二共和国は、ナチス・ドイツからの独立に当たって1933年時点でのオーストリア憲法を復活させる主旨の立法（憲法調整法）を制定し新憲法までのつなぎとし、エンゲルベルト・ドルフース政権下の1934年改正についてはこれを無効とした。ナチス・ドイツのフランス侵攻に敗北したフランスでは国会議決により、フィリップ・ペタン元帥の政府に憲法改正の全権をゆだねた（1940年7月10日の憲法的法律）。ペタンの政府は翌日第三共和政の憲法を廃止する憲法行為を発した。ヴィシー政権期を通じて新憲法は事実上制定されず、時折制定される憲法行為が憲法の代替をしていたが、1944年8月9日、フランス共和国臨時政府はヴィシー政権下で成立した憲法的法律を含む諸法令について無効を宣言した（本国における共和国の法律回復を宣言する1944年8月9日布告）。ヴィシー体制はまもなく崩壊している。

## 法実践に関する主張

### 無効論に対する法的安定性の観点からの批判
日本国憲法有効論は「無効論は日本国憲法の下で(国会で)成立した法令や判決が全て無効になる」と批判してきた。そのため『一般に無効論は「実効性をまったく無視した議論」であって「効果的な法実践」は不可能』とされている。しかし、この議論は成文憲法の有効性や行政府の拘束性に関する論議であり不文憲法(「実質的意味における憲法」)の存在を否定するものではない。

### 有効推定説（いわゆる旧無効論）
これに対し、ほとんどの無効論（いわゆる旧無効論）は、無効論を提案した当時から、公法学の考え方である「有効推定」説を主張している。
有効推定とは、本来無効な法令であっても、一旦、形式的に有効な法令として成立した以上は、それを真に有効なものだと認識する立法機関などの善意（真実を知らない）の第三者の法律の制定や判決などの行為まで無効の効力はおよばないという考え方である。
民法における無効と取り消しの違いに着目して、善意の第三者の行為は取り消すことができるとする場合もある。これは日本国憲法自体が実質有効のようにも見えるので、有効推定と呼ばれる。しかし、日本国憲法自体が有効なわけではなく、あくまで有効のように見えるだけである。

### 憲法不存在説
法哲学者の山下威士はいわゆる大日本帝国憲法復原論を検討し、わが国の憲法は何かという問題にもっとも包括的かつ理論的に一貫して答えていると評価したうえで、復原の種子として大日本帝国憲法（1889年憲法）がなお存続していると解することができるか否かについて、8月革命説や10月革命説、天皇の人間宣言など1889年憲法の根幹が1945年以降の戦後の変革の中で否定されたことを考量し、1952年の講和独立後は制定憲法は存在しないというほうが筋が通ったものとなろうと論じる。

### 講和条約説（いわゆる新無効論）
また、いわゆる新無効論は、日本国憲法は大日本帝国憲法第14条に基づく講和条約だと主張する。日本国憲法をサンフランシスコ講和条約を締結するための条件（講和条件）とみなす。なお、この説の一部には当時の連合国に破棄通告をすべきだとの主張も見られるが、内政干渉を招くのではないかとの批判もある。また、南出氏は「旧無効論は法的安定性を無視したものだ」と主張するが、実際にはいわゆる旧無効論においても有効推定説などにより法的安定性を担保する工夫がなされている。

### 大日本帝国憲法復原説
これら無効論に共通するのは、占領下における日本国憲法の成立を原則的に無効とし、憲法を占領下の暫定法令と考え、講和独立後の最高法規を、大日本帝国憲法とする点にある。この立論はいわゆる憲法無効・失効論の主要な文献のすべてが主張するところであるとされる。

## 文献情報
- 『憲法無効論に関する報告書』憲法調査会（憲法調査会報告書附属文書第十号 昭和39年7月 憲法調査会特別部会）
- 細川哲「日本国憲法の法源 : 憲法学習の問題点として」『鳥取大学教育学部研究報告. 教育科学』第13巻第2号、鳥取大学教育学部、1971年12月、1-24頁、CRID 1050015354551335680、ISSN 02878011。
- 小山常実「戦後教育と日本国憲法」日本図書センター、1993年
- 小山常実「日本国憲法無効論」草思社、2002年
- 小山常実「憲法無効論とは何か」展転社、2006年
- 渡辺昇一・南出喜久治『日本国憲法無効宣言』ビジネス社、2007年
- 南出喜久治『占領憲法の正體』国書刊行会、2009年
- 篠田英郎『ほんとうの憲法』筑摩書房〈ちくま新庫〉、2022年5月25日。

### 主な論者
- 小沢一郎
- 渡部昇一
- 南出喜久治
- 小山常実
- 井上孚麿
- 菅原裕
- 清水澄
- 金森徳次郎
- 石原慎太郎